# Gran sello del estado de Iowa
El gran sello del estado de Iowa está compuesto por la imagen de un miliciano de pie en un campo de trigo, rodeado por la actividad agrícola y herramientas industriales, con el río Misisipi en el fondo y un águila encima que lleva el lema del estado. 
El sello de Iowa se encuentra reglamentado en virtud Código 1A.1 de Iowa, en el texto siguiente: "El secretario de Estado, queda autorizado a procurar un sello que será el gran sello del estado de Iowa, de dos pulgadas de diámetro, sobre el que será grabada la siguiente imagen, rodeada por las palabras, The Great Seal of the State of Iowa (El Gran Sello del Estado de Iowa)- un campo de trigo en pie, con una hoz y otros utensilios agrícolas, en el lado izquierdo en la parte inferior, una fundición y unos lingotes de plomo en el lado derecho, el miliciano, con un arado a sus espaldas, sosteniendo la bandera americana y un gorro frigio, con su mano derecha, su arma con su izquierda, en el centro y cerca de la parte inferior; el río Mississippi en la parte trasera del conjunto, con el vapor de Iowa en curso; un águila cerca del borde superior, sosteniendo en su pico un pergamino, con la siguiente inscripción en él: Our liberties we prize, and our rights we will maintain (Valoramos nuestras libertades, y mantenemos nuestros derechos)."
Fue aprobado por la Primera Asamblea General del 25 de febrero de 1847. Desde esa fecha, no ha habido modificaciones al código que rige este sello. El Sello de Iowa se mantiene y es utilizado por el gobernador con fines oficiales.

## Evolución histórica del sello

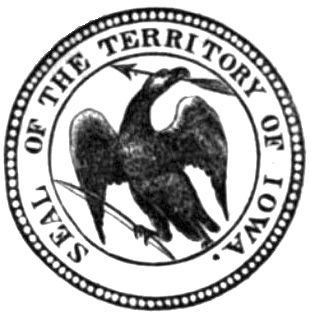
Sello territorial de Iowa, (1838)
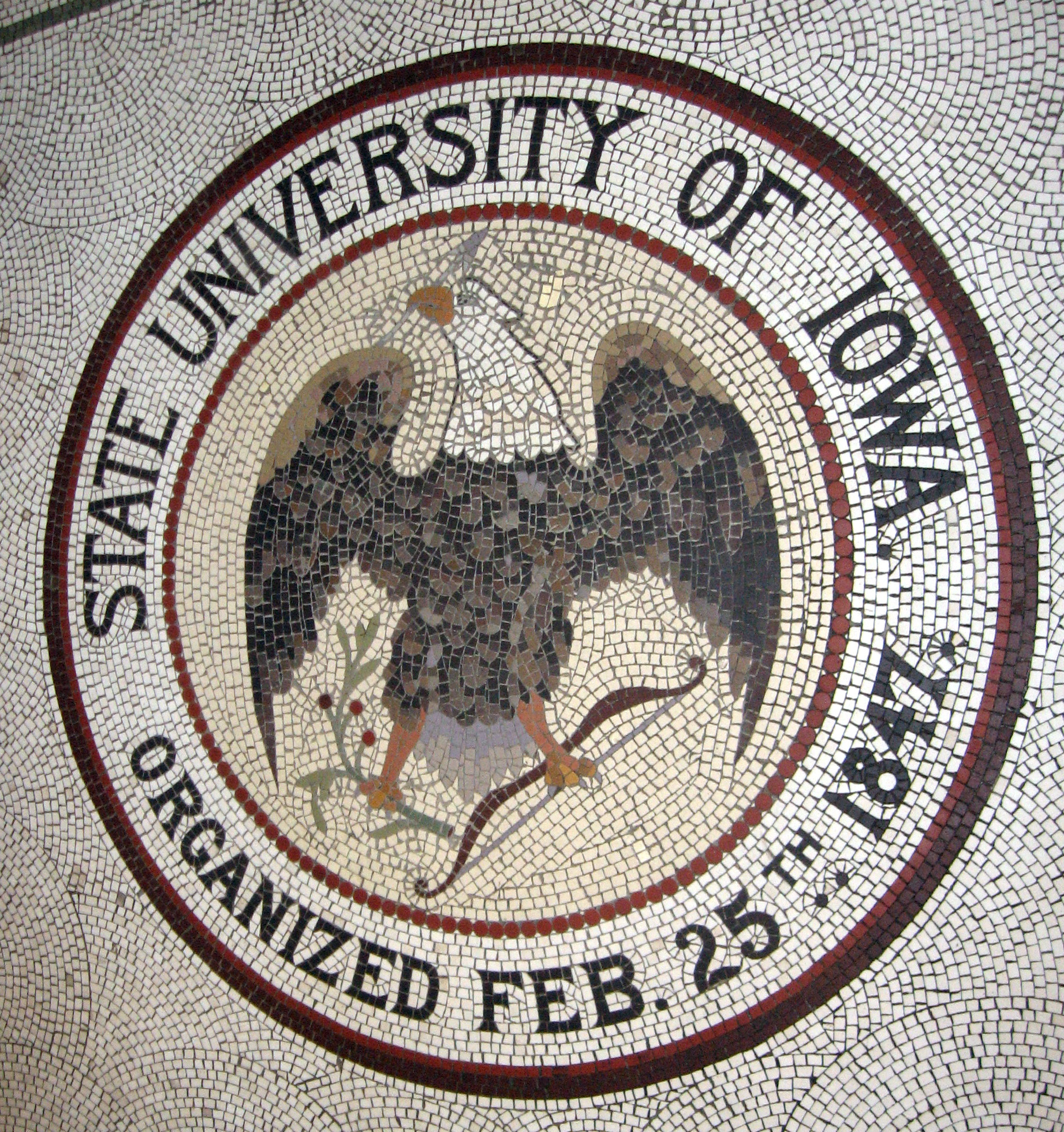
Mosaico de focas de la Universidad de Iowa, (1908), basado en el sello de 1847
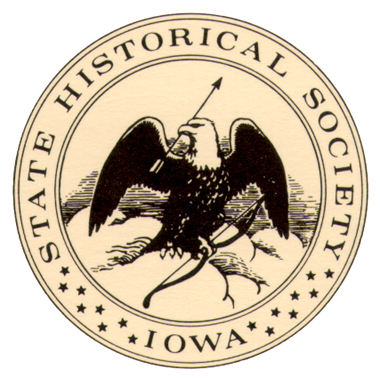
Sello original de la Sociedad Histórica del Estado de Iowa, (1857)
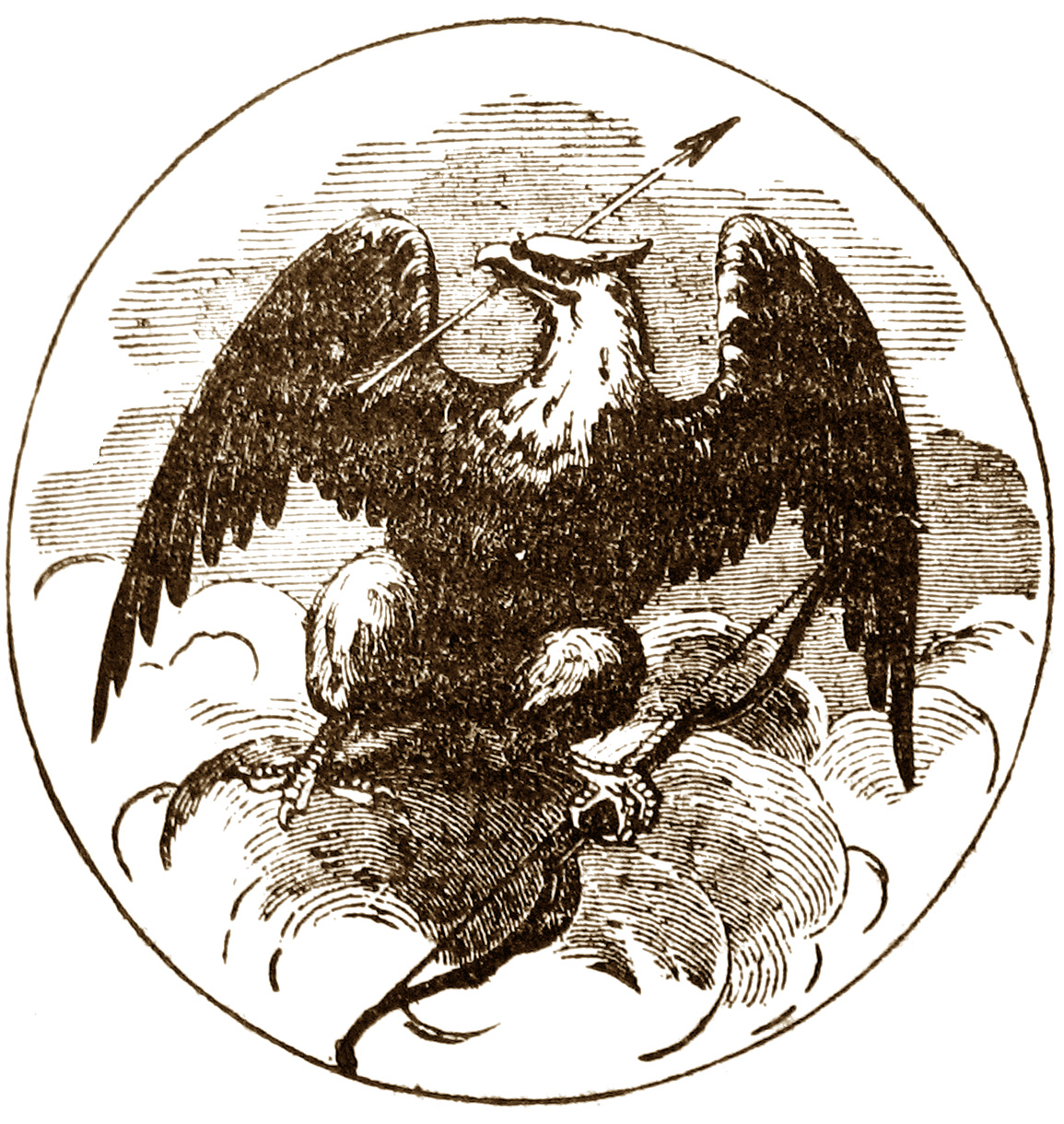
Armas estilizadas de la Guerra Civil de Iowa, (1861)

- Datos: Q253475